# 野蛇綿鳚
野蛇綿鳚，為輻鰭魚綱鱸形目绵鳚亞目绵鳚科的其中一種，分布於東太平洋區，從加利福尼亞灣至秘魯海域，屬深海底棲性魚類，棲息深度在水深1568至1656公尺，體長可達29.9公分。

## 扩展阅读
維基物種上的相關：野蛇綿鳚